# Cromitita
|  | No s'ha de confondre amb la cromatita, un mineral de la classe dels sulfats.. |

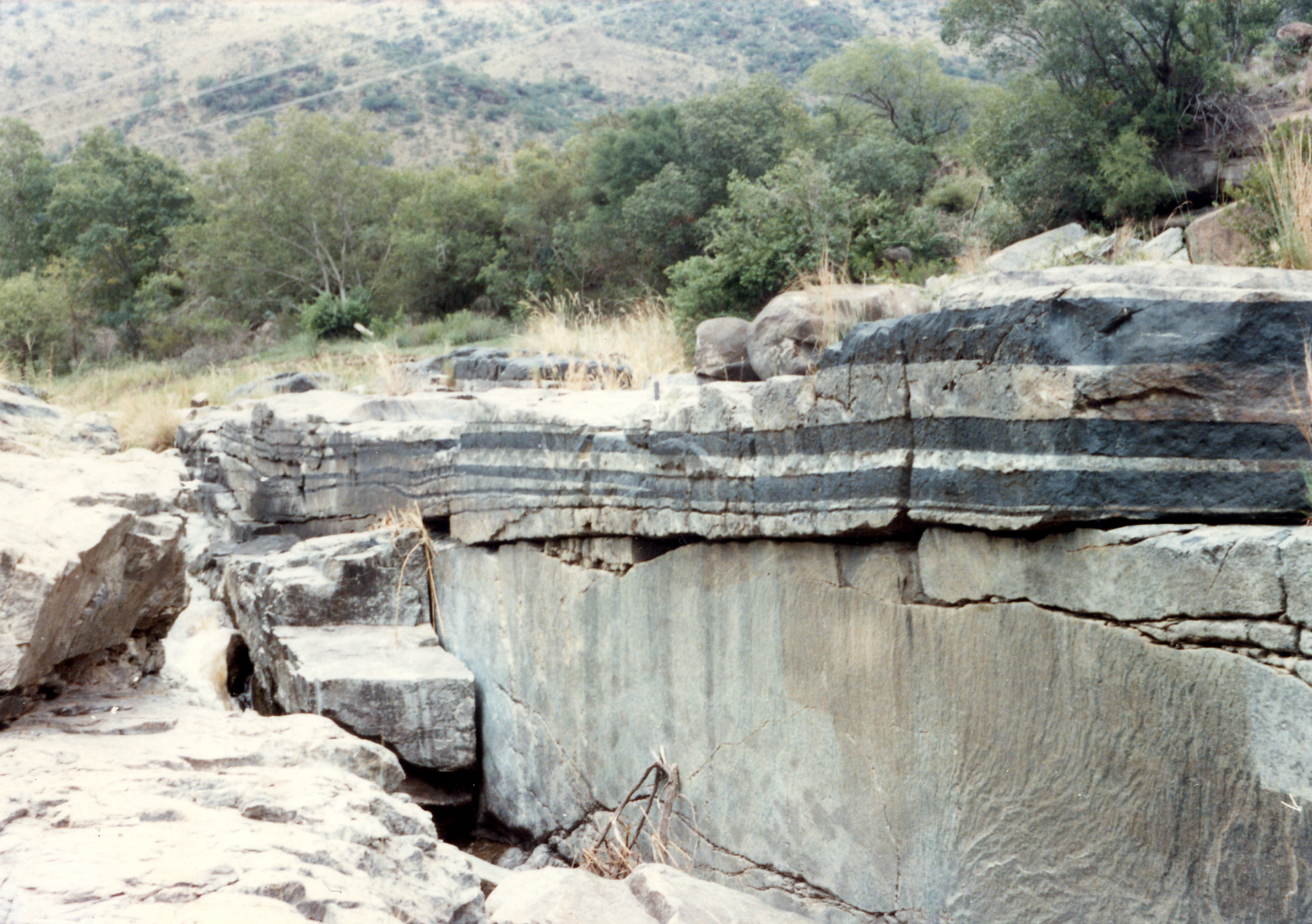
Aflorament de cromitita (color fosc) al complex igni de Bushveld.

La cromitita és una roca ígnia cumulativa, formada principalment per cromita. Es troba en intrusions ígnies estratificades com ara el complex igni de Bushveld a Sud-àfrica, al complex igni de Stillwater a Montana, Estats Units, i a l'Anell de Foc a Ontario, Canadà.
Les cromitites són la principal font de cromita i conseqüentment principal font de crom. La cromita forma acumulacions estratificades en roques peridotítiques, sovint intercreixent amb altres capes d'òxids com ara magnetita i/o ilmenita, i també silicats com ara olivina, piroxè, plagiòclasi, anortita i granat (sovint uvarovita, un granat ric en crom).